# Eduard Schmidt Puddel- und Walzwerke
Die Firma Eduard Schmidt war eines der ältesten Eisen erzeugenden Werke im Sauerland und wurde 1873 Teil der Westfälische Union AG.

## Geschichte
Im Jahr 1809 wurde in Nachrodt eine Nadelschleif- und Scheuermühle errichtet, welche die Wasserkraft der Lenne nutzte. Der Iserlohner Johann Heinrich Schmidt kaufte 1817 die Mühle und führte als einer der ersten im Lande 1822 den Walzbetrieb ein. Das Werk ging dann über an den Sohn des Besitzers, Eduard Schmidt. Dieser führte das aus England stammende Puddelverfahren ein. Erzeugnisse waren vor allem Stabeisen, Bandeisen, Radreifen und Eisenbleche, aus denen Ofenrohre, Kessel, Badewannen und sonstige Artikel hergestellt wurden.
Nach dem Tode von Eduard Schmidt im Jahr 1842 führte die Familie das Nachrodter Werk weiter. Die Produktion, und hier vor allem die Erzeugung von Weißblech, wurde zunehmend ausgebaut. 1871 waren 22 Puddelöfen in Betrieb und rund 600 Arbeiter beschäftigt. Im Jahr 1872 verkaufte dann der damalige Besitzer, Ferdinand Flinsch, zweiter Mann der Tochter von Eduard Schmidt, das Unternehmen an einen Berliner Kaufmann. Dieser veräußerte es im selben Jahr weiter an den Berliner Bankier Alexander Seelig, der es 1873 bei der Gründung der Westfälischen Union einbrachte.